# Jan Meyer-Rogge
Jan Meyer-Rogge (né en 1935 à Hambourg) est un sculpteur allemand.

## Biographie

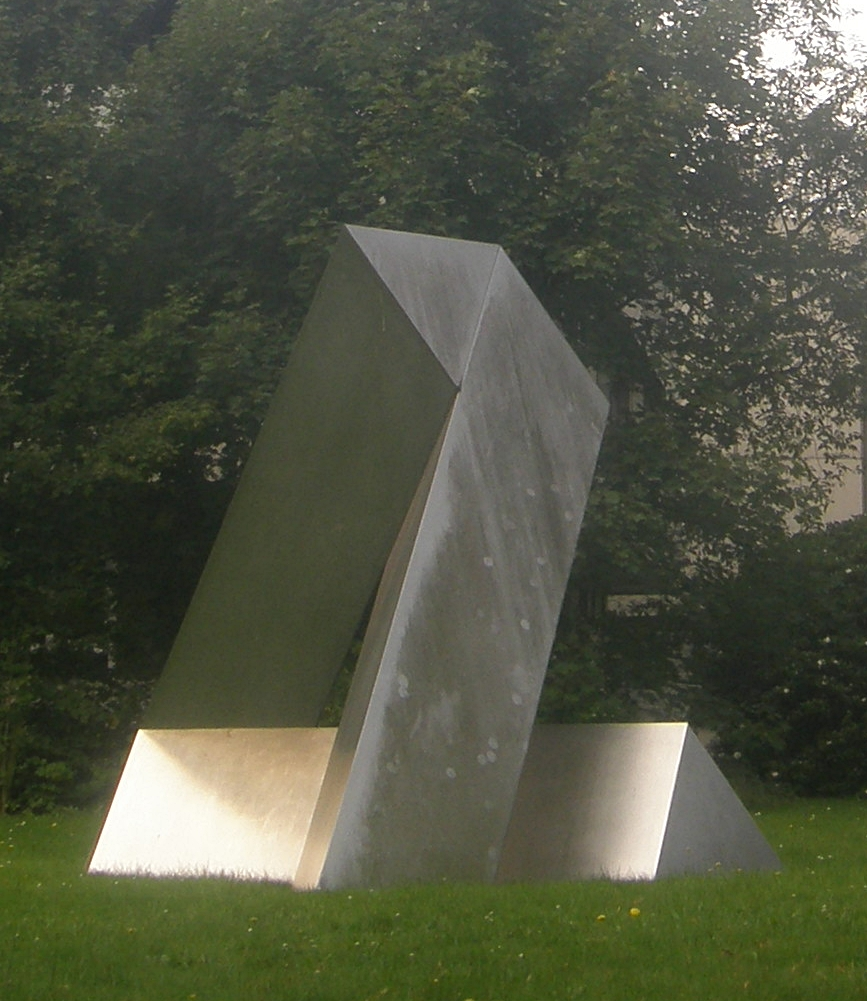
Triade, 1975, Hambourg

Meyer-Rogge étudie de 1955 à 1958 la peinture auprès de Karl Kluth à l'université des arts appliqués de Hambourg. De 1959 à 1963, il fait des voyages d'études à Amsterdam, Berlin, Florence et Madrid.
Meyer-Rogge travaille à partir de 1964 en tant que sculpteur, en particulier avec l'acier et le bois. Ses œuvres font partie de du minimalisme et du land art.
En 1981, Meyer-Rogge reçoit le prix Edwin-Scharff du Sénat d'Hambourg, qui récompense des artistes depuis 1955, dont les œuvres caractérisent la vie culturelle de la ville de Hambourg. Il a une bourse pour la Villa Massimo. Le prix Edwin-Scharff lui est décerné de nouveau en 1987.
Meyer-Rogge est depuis 1972 membre du Deutscher Künstlerbund et depuis 2013 de l'Académie libre des arts d'Hambourg (de).